# دورة المستذيب
دورة المستذيب هي اٍحدى طريقتي تكاثر الفيروسات تسمى الدورة الأخرى بالدورة الحالة
تتميز دورة المستذيب بدمج حمض العاثية النووي في جينوم البكتيريا الثوية. المادة الوراثية المندمجة حديثا، تسمى طليعة العاثية و التي تنتقل اٍلى الخلايا البنات مع كل اٍنقسام خلوي.